# Prnjavor Mali (miasto Banja Luka)
Prnjavor Mali (cyr. Прњавор Мали) – wieś w Bośni i Hercegowinie, w Republice Serbskiej, w mieście Banja Luka. W 2013 roku liczyła 374 mieszkańców.